# Deskvamace

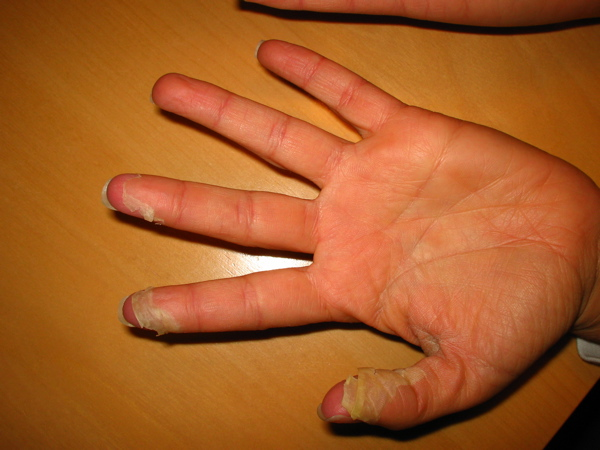
Deskvamace kůže rukou

Deskvamace, řidč. peeling je olupování vnějších membrán buněk, např. kůže v drobných šupinkách nebo ve větších cárech. K deskvamaci kůže dochází u zdravého jedince běžně, ale její projevy nejsou znatelné.